# Liste des personnalités caricaturées dans Astérix
Pour un article plus général, voir Astérix.
Cet article présente la liste des personnalités caricaturées dans la bande-dessinée Astérix.

## Personnalités
| Personnalités                                             | Personnalités          | Personnages                                                                                            | Apparitions                                  | Apparitions                                     |
| Photos                                                    | Noms                   | Personnages                                                                                            | Albums                                       | Films                                           |
| --------------------------------------------------------- | ---------------------- | --- | -------------------------------------------- | ----------------------------------------------- |
|                                                           | André Alerme           | Orthopédix, aubergiste à Arausio                                                                       | Le Cadeau de César (1974)                    |                                                 |
|                                                           | Julian Assange         | Doublepolémix, Gaulois colporteur sans frontières                                                      | Le Papyrus de César (2015)                   |                                                 |
|                                                           | Charles Aznavour       | pirate                                                                                                 | La Fille de Vercingétorix (2019)             |                                                 |
| Astérix et le Griffon (2021)                              | Charles Aznavour       | pirate                                                                                                 |                                              |                                                 |
|                                                           | Brigitte Bardot        | Vénus, déesse de l'Olympe                                                                              |                                              | Les Douze Travaux d'Astérix (1976)              |
|                                                           | The Beatles            | quatre bardes bretons                                                                                  | Astérix chez les Bretons (1966)              |                                                 |
|                                                           | Monica Bellucci        | femme à corbeille de raisin                                                                            | Astérix et la Transitalique (2017)           |                                                 |
|                                                           | Roberto Benigni        | journaliste étrusque                                                                                   | Astérix et la Transitalique (2017)           |                                                 |
|                                                           | Silvio Berlusconi      | Crésus Lupus, fabricant de garum, sponsor de la course transitalique                                   | Astérix et la Transitalique (2017)           |                                                 |
|                                                           | Bernard Blier          | Caius Soutienmordicus, chef de la police secrète de Jules César                                        | L'Odyssée d'Astérix (1981)                   |                                                 |
|                                                           | Jean-Jacques Bourdin   | journaliste romain                                                                                     | Astérix et la Transitalique (2017)           |                                                 |
|                                                           | Vincent Cassel         | Mac Abbeh, chef picte du clan de la rive opposée du Loch Andloll                                       | Astérix chez les Pictes (2013)               |                                                 |
|                                                           | Gérard Calvi           | chef d'orchestre                                                                                       | Astérix en Hispanie (1969)                   |                                                 |
|                                                           | Fernand Charpin        | Panix, joueur de cartes                                                                                | Le Tour de Gaule d'Astérix (1965)            |                                                 |
|                                                           | Jacques Chirac         | Caius Saugrenus, jeune sénateur romain, « néarque » diplômé de la Nouvelle École d'Affranchis (NEA)    | Obélix et Compagnie (1976)                   |                                                 |
| Titus Rominus, antiquaire                                 | Jacques Chirac         | Astérix et la Rentrée gauloise (1993)                                                                  |                                              |                                                 |
|                                                           | Winston Churchill      | Ipocalorix, chef arverne ayant élevé Adrénaline                                                        | La Fille de Vercingétorix (2019)             |                                                 |
|                                                           | Coluche                | légionnaire romain racontant des histoires belges                                                      | Astérix chez les Belges (1979)               |                                                 |
|                                                           | Sean Connery           | Zérozérosix, druide espion, agent secret pour Jules César                                              | L'Odyssée d'Astérix (1981)                   |                                                 |
|                                                           | Annie Cordy            | Nicotine, épouse de Gueuselambix                                                                       | Astérix chez les Belges (1979)               |                                                 |
|                                                           | Tony Curtis            | Brutus, fils adoptif de Jules César                                                                    | Astérix gladiateur (1964)                    |                                                 |
| La Zizanie (1970)                                         | Tony Curtis            | Brutus, fils adoptif de Jules César                                                                    |                                              |                                                 |
| Le Devin (1972)                                           | Tony Curtis            | Brutus, fils adoptif de Jules César                                                                    |                                              |                                                 |
| Le Fils d'Astérix (1983)                                  | Tony Curtis            | Brutus, fils adoptif de Jules César                                                                    |                                              |                                                 |
| La Fille de Vercingétorix (2019)                          | Tony Curtis            | Brutus, fils adoptif de Jules César                                                                    |                                              |                                                 |
|                                                           | Gérard Depardieu       | Adictosérix, pisteur biturige, traître à la solde de Jules César                                       | La Fille de Vercingétorix (2019)             |                                                 |
|                                                           | Kirk Douglas           | Spartakis, esclave grec                                                                                | La Galère d'Obélix (1996)                    |                                                 |
|                                                           | Paul Dullac            | Escartefigue, joueur de cartes                                                                         | Le Tour de Gaule d'Astérix (1965)            |                                                 |
|                                                           | George Fronval         | Caligula Alavacomgetepus, préfet des Gaules                                                            | Astérix gladiateur (1964)                    |                                                 |
|                                                           | Jean Gabin             | Ponce Pénates, procurateur de Rome en Judée                                                            | L'Odyssée d'Astérix (1981)                   |                                                 |
|                                                           | Charles de Gaulle      | Monolitix, chef arverne ayant élevé Adrénaline                                                         | La Fille de Vercingétorix (2019)             |                                                 |
|                                                           | Paul Gianolli          | Ocatarinetabellatchitchix, chef de clan corse                                                          | Astérix en Corse (1973)                      |                                                 |
| L'Anniversaire d'Astérix et Obélix - Le Livre d'or (2009) | Paul Gianolli          | Ocatarinetabellatchitchix, chef de clan corse                                                          |                                              |                                                 |
|                                                           | Franz-Olivier Giesbert | journaliste du Mundus                                                                                  | Le Papyrus de César (2015)                   |                                                 |
|                                                           | René Goscinny          | Misenplis, scribe de Numérobis                                                                         | Astérix et Cléopâtre (1965)                  |                                                 |
| un bas-relief                                             | René Goscinny          | Astérix aux Jeux olympiques (1968)                                                                     |                                              |                                                 |
| spectateur de théâtre                                     | René Goscinny          | Astérix et le Chaudron (1969)                                                                          |                                              |                                                 |
| légionnaire romain                                        | René Goscinny          | Obélix et Compagnie (1976)                                                                             |                                              |                                                 |
| Saül Péhyé, commis de Samson Pludechorus                  | René Goscinny          | L'Odyssée d'Astérix (1981)                                                                             |                                              |                                                 |
| René Goscinny, scénariste d'Astérix                       | René Goscinny          | Astérix et la Rentrée gauloise (2003)                                                                  |                                              |                                                 |
| Goscinnyrix, acteur de théâtre jouant le rôle d'Astérix   | René Goscinny          | L'Anniversaire d'Astérix et Obélix - Le Livre d'or (2009)                                              |                                              |                                                 |
| René Goscinny, scénariste d'Astérix                       | René Goscinny          | Le Papyrus de César (2015)                                                                             |                                              |                                                 |
|                                                           | Jean Graton            | coureur des 24 heures de Suindinium                                                                    | La Serpe d'or (1962)                         |                                                 |
|                                                           | Johnny Hallyday        | Mac Keul, barde picte                                                                                  | Astérix chez les Pictes (2013)               |                                                 |
|                                                           | Oliver Hardy           | légionnaire romain                                                                                     | Obélix et Compagnie (1976)                   |                                                 |
|                                                           | Alfred Hitchcock       | romain dresseur de rapaces                                                                             | Le Papyrus de César (2015)                   |                                                 |
|                                                           | Michel Houellebecq     | Terrinconus, géographe romain                                                                          | Astérix et le Griffon (2021)                 |                                                 |
|                                                           | Jésus                  | Caustix, druide multipliant les brioches                                                               |                                              | Astérix : Le Secret de la potion magique (2018) |
|                                                           | Vincent Lacoste        | loueur de Charri'Lib (ancêtre du Vélib')                                                               | L'Iris blanc (2023)                          |                                                 |
|                                                           | Charles Laughton       | Gracchus Pleindastus, préfet romain de Lutèce, chef des trafiquants de serpes d'or                     | La Serpe d'or (1962)                         |                                                 |
|                                                           | Stan Laurel            | légionnaire romain                                                                                     | Obélix et Compagnie (1976)                   |                                                 |
|                                                           | Jack Lemmon            | Julius Épinedecactus, préfet des Gaules, se faisant passer pour une nourrice gauloise nommée Rosaépine | Le Fils d'Astérix (1983)                     |                                                 |
|                                                           | Sophia Loren           | serveuse                                                                                               | Astérix et la Transitalique (2017)           |                                                 |
|                                                           | Guy Lux                | Guilus, ordonnateur des jeux au Cirque Maxime à Rome                                                   | Le Domaine des dieux (1971)                  |                                                 |
|                                                           | Aldo Maccione          | légionnaire romain                                                                                     | La Rose et le Glaive (1991)                  |                                                 |
|                                                           | Jean Marais            | Tragicomix, époux de Falbala                                                                           | Astérix légionnaire (1967)                   |                                                 |
| Astérix et Latraviata (2001)                              | Jean Marais            | Tragicomix, époux de Falbala                                                                           |                                              |                                                 |
| L'Anniversaire d'Astérix et Obélix - Le Livre d'or (2009) | Jean Marais            | Tragicomix, époux de Falbala                                                                           |                                              |                                                 |
|                                                           | Eddy Merckx            | messager rapide                                                                                        | Astérix chez les Belges (1979)               |                                                 |
|                                                           | Yves Montand           | Claudius Bouilleurdecrus, légionnaire romain                                                           | Le Cadeau de César (1974)                    |                                                 |
|                                                           | Benito Mussolini       | Langélus, centurion romain de Babaorum                                                                 | Le Combat des chefs (1966)                   |                                                 |
| Avantipopulus, centurion romain                           | Benito Mussolini       | Le ciel lui tombe sur la tête (2005)                                                                   |                                              |                                                 |
|                                                           | Denis Olivennes        | tribun militaire romain                                                                                | L'Iris blanc (2023)                          |                                                 |
|                                                           | Orelsan                | Simplebasix, garde de l'entrée du village gaulois                                                      | La Fille de Vercingétorix (2019)             |                                                 |
|                                                           | Luciano Pavarotti      | aubergiste de Parma                                                                                    | Astérix et la Transitalique (2017)           |                                                 |
|                                                           | Martin Potter          | participant à l'orgie                                                                                  | Astérix chez les Helvètes (1970)             |                                                 |
|                                                           | Alain Prost            | Coronavirus, aurige romain masqué, favori de la course transitalique                                   | Astérix et la Transitalique (2017)           |                                                 |
|                                                           | Raimu                  | aubergiste lutécien, originaire de Massilia                                                            | La Serpe d'or (1962)                         |                                                 |
| Juleraimus, acteur de théâtre de Condate                  | Raimu                  | Astérix et le Chaudron (1969)                                                                          |                                              |                                                 |
| César Labeldecadix, aubergiste gaulois à Massilia         | Raimu                  | Le Tour de Gaule d'Astérix (1965)                                                                      |                                              |                                                 |
| César Labeldecadix, aubergiste gaulois à Massilia         | Raimu                  | Astérix en Corse (1973)                                                                                |                                              |                                                 |
|                                                           | Jean Reno              | légionnaire romain sur la piste du papyrus volé                                                        | Le Papyrus de César (2015)                   |                                                 |
|                                                           | Jean Richard           | directeur du cirque Maxime                                                                             | Les Lauriers de César (1972)                 |                                                 |
|                                                           | Jean Rochefort         | Boxoffix, acteur de la Comédie Gauloise                                                                | L'Iris blanc (2023)                          |                                                 |
|                                                           | Françoise Rosay        | Angine, femme d'aubergiste à Arausio                                                                   | Le Cadeau de César (1974)                    |                                                 |
|                                                           | Jean-Paul Rouland      | Hyapados, grand prêtre atlante                                                                         | La Galère d'Obélix (1996)                    |                                                 |
|                                                           | Arnold Schwarzenegger  | superclone tadsylwien venant de la Tadsylwine                                                          | Le ciel lui tombe sur la tête (2005)         |                                                 |
|                                                           | Jacques Séguéla        | Bonus Promoplus, éditeur et conseiller de Jules César                                                  | Le Papyrus de César (2015)                   |                                                 |
|                                                           | Bud Spencer            | journaliste ligure                                                                                     | Astérix et la Transitalique (2017)           |                                                 |
|                                                           | Pierre Tchernia        | général romain                                                                                         | Astérix légionnaire (1967)                   |                                                 |
| Gazpachoandalus, centurion romain du camp de Babaorum     | Pierre Tchernia        | Astérix en Corse (1973)                                                                                |                                              |                                                 |
| légionnaire romain                                        | Pierre Tchernia        | Le Cadeau de César (1974)                                                                              |                                              |                                                 |
| légionnaire romain                                        | Pierre Tchernia        | Obélix et Compagnie (1976)                                                                             |                                              |                                                 |
| légionnaire romain                                        | Pierre Tchernia        | Astérix chez les Belges (1979)                                                                         |                                              |                                                 |
| Gazpachoandalus, centurion romain du camp de Babaorum     | Pierre Tchernia        | L'Anniversaire d'Astérix et Obélix - Le Livre d'or (2009)                                              | Astérix et Obélix : Mission Cléopâtre (2002) |                                                 |
|                                                           | Laurent Terzieff       | Éléonoradus, metteur en scène au théâtre de Condate                                                    | Astérix et le Chaudron (1969)                |                                                 |
| L'Anniversaire d'Astérix et Obélix - Le Livre d'or (2009) | Laurent Terzieff       | Éléonoradus, metteur en scène au théâtre de Condate                                                    |                                              |                                                 |
|                                                           | Ada Uderzo             | Falbala, fille de Plantaquatix et épouse de Tragicomix                                                 | Astérix légionnaire (1967)                   |                                                 |
| La Galère d'Obélix (1996)                                 | Ada Uderzo             | Falbala, fille de Plantaquatix et épouse de Tragicomix                                                 |                                              |                                                 |
| Astérix et Latraviata (2001)                              | Ada Uderzo             | Falbala, fille de Plantaquatix et épouse de Tragicomix                                                 |                                              |                                                 |
| Astérix et la Rentrée gauloise (2003)                     | Ada Uderzo             | Falbala, fille de Plantaquatix et épouse de Tragicomix                                                 |                                              |                                                 |
| L'Anniversaire d'Astérix et Obélix - Le Livre d'or (2009) | Ada Uderzo             | Falbala, fille de Plantaquatix et épouse de Tragicomix                                                 |                                              |                                                 |
|                                                           | Albert Uderzo          | un bas-relief                                                                                          | Astérix aux Jeux olympiques (1968)           |                                                 |
| spectateur de théâtre                                     | Albert Uderzo          | Astérix et le Chaudron (1969)                                                                          |                                              |                                                 |
| légionnaire romain                                        | Albert Uderzo          | Obélix et Compagnie (1976)                                                                             |                                              |                                                 |
| Albert Uderzo, dessinateur et scénariste d'Astérix        | Albert Uderzo          | Astérix et la Rentrée gauloise (2003)                                                                  |                                              |                                                 |
| Albert Uderzo, dessinateur et scénariste d'Astérix        | Albert Uderzo          | L'Anniversaire d'Astérix et Obélix - Le Livre d'or (2009)                                              |                                              |                                                 |
| Uderzorix, acteur de théâtre jouant le rôle d'Obélix      | Albert Uderzo          | L'Anniversaire d'Astérix et Obélix - Le Livre d'or (2009)                                              |                                              |                                                 |
| Albert Uderzo, dessinateur et scénariste d'Astérix        | Albert Uderzo          | Le Papyrus de César (2015)                                                                             |                                              |                                                 |
|                                                           | Peter Ustinov          | Encorutilfaluquejelesus, préfet romain de Lugdunum                                                     | Le Tour de Gaule d'Astérix (1965)            |                                                 |
|                                                           | Robert Vattier         | "estranger" de Lugdunum                                                                                | Le Tour de Gaule d'Astérix (1965)            |                                                 |
|                                                           | Lino Ventura           | Caius Aérobus, centurion romain du camp d'Aquarium                                                     | La Zizanie (1970)                            |                                                 |
| L'Anniversaire d'Astérix et Obélix - Le Livre d'or (2009) | Lino Ventura           | Caius Aérobus, centurion romain du camp d'Aquarium                                                     |                                              |                                                 |
|                                                           | Marthe Villalonga      | Bonemine, épouse d'Abraracourcix                                                                       | Le Bouclier arverne (1968)                   |                                                 |
|                                                           | Léonard de Vinci       | mosaïste                                                                                               | Astérix et la Transitalique (2017)           |                                                 |
|                                                           | Serena Williams        | Toutunafer, princesse du royaume de Koush, aurige koushite                                             | Astérix et la Transitalique (2017)           |                                                 |
|                                                           | Venus Williams         | Niphéniafer, princesse du royaume de Koush, aurige koushite                                            | Astérix et la Transitalique (2017)           |                                                 |
|                                                           | Harold Wilson          | Zebigbos, chef de village breton                                                                       | Astérix chez les Bretons (1966)              |                                                 |
| Astérix en Corse (1973)                                   | Harold Wilson          | Zebigbos, chef de village breton                                                                       |                                              |                                                 |
|                                                           | Éric Dupond-Moretti    | Dansonjus, centurion à la tête de l'expédition romaine                                                 | Astérix et le Griffon (2021)                 |                                                 |

## Personnages d'autres œuvres de fiction apparaissant dans Astérix
Des personnages d'autres œuvres de fiction apparaissent également sous forme de clins d'œil dans Astérix :
| Personnalités                | Personnalités           | Personnages                                                     | (Première) apparition                | (Première) apparition              |
| Photos                       | Noms                    | Personnages                                                     | Albums                               | Films                              |
| ---------------------------- | ----------------------- | --------------------------------------------------------------- | ------------------------------------ | ---------------------------------- |
|                              | Baba                    | Baba, pirate                                                    | Astérix gladiateur (1964)            |                                    |
|                              | Barbe-Rouge             | Barbe-Rouge, pirate                                             | Astérix gladiateur (1964)            |                                    |
|                              | Dupond et Dupont        | messagers                                                       | Astérix chez les Belges (1979)       |                                    |
|                              | monstre de Frankenstein | pirate                                                          | L'Odyssée d'Astérix (1981)           |                                    |
| Astérix chez Rahàzade (1987) | monstre de Frankenstein | pirate                                                          |                                      |                                    |
|                              | Goldorak                | fusée et robots « Goelderas » du Nagma                          | Le ciel lui tombe sur la tête (2005) |                                    |
|                              | La Joconde              | femme à la fenêtre                                              | Astérix et la Transitalique (2017)   |                                    |
|                              | le Manneken-Pis         | Manneken, petit garçon belge, fils de Boetanix et d'Amoniake    | Astérix chez les Belges (1979)       |                                    |
|                              | le Marsupilami          | Marsupilamix, animal de la fête foraine                         | Le Combat des chefs (1966)           |                                    |
|                              | Mickey Mouse            | Toune, extraterrestre violet tadsylwien venant de la Tadsylwine | Le ciel lui tombe sur la tête (2005) |                                    |
|                              | Oumpah-Pah              | un Indien d'Amérique                                            |                                      | Les Douze Travaux d'Astérix (1976) |
|                              | Sancho Panza            | un Ibère                                                        | Astérix en Hispanie (1969)           |                                    |
|                              | Don Quichotte           | un Ibère                                                        | Astérix en Hispanie (1969)           |                                    |
|                              | Superman                | superclone tadsylwien venant de la Tadsylwine                   | Le ciel lui tombe sur la tête (2005) |                                    |
|                              | Achille Talon           | légionnaire romain                                              | Astérix chez les Bretons (1966)      |                                    |
|                              | Guillaume Tell          | un Helvète                                                      | Astérix chez les Helvètes (1970)     |                                    |
|                              | Triple-Patte            | Triple-Patte, pirate                                            | Astérix gladiateur (1964)            |                                    |